# Gerlinci
Gerlinci este o localitate din comuna Cankova, Slovenia, cu o populație de 371 de locuitori.